# 橘島田麻呂
橘 島田麻呂（たちばな の しまだまろ）は、平安時代初期の貴族。参議・橘奈良麻呂の子。官位は正五位下・兵部大輔。橘氏長者。

## 経歴
延暦16年（797年）春宮亮に任ぜられ、皇太子・安殿親王（のち平城天皇）に仕える（この時の位階は従五位下）。娘で桓武天皇の女御となった常子の薨伝によると、正五位下・兵部大輔に至ったとされる。詳細な経歴は伝わらないが、子女に恵まれ子孫から多数の公卿を輩出した。

## 系譜
- 父：橘奈良麻呂[3]
- 母：大伴古慈斐の娘
- 妻：淡海三船の娘[4]
  - 六男：橘常主（787-826）[4]
- 生母不明の子女
  - 男子：橘真材[3]
  - 次男：橘長谷麻呂（779-824）[5]
  - 男子：橘有主[3]
  - 男子：橘千株[6]
  - 女子：橘常子（788-817）[2] - 桓武天皇女御
  - 女子：春澄善縄室
  - 女子：藤原貞本室[3]